# Ohonica
Ohonica is een plaats in Slovenië en maakt deel uit van de gemeente Borovnica in de NUTS-3-regio Osrednjeslovenska. De plaats telde 92 inwoners op 1 januari 2020.

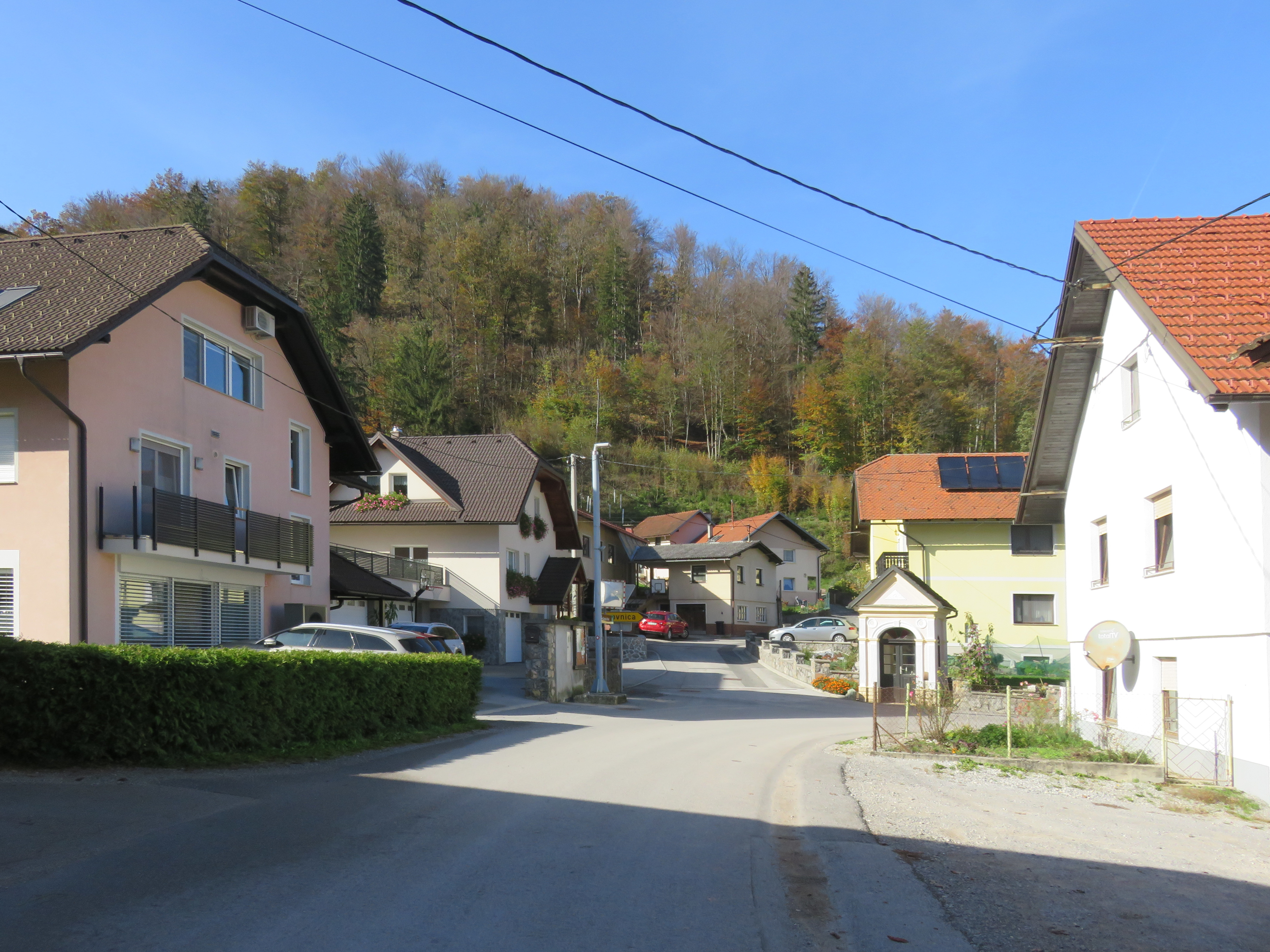
Dorpsaanzicht